# Kjokušin karate
Kjokušin karate (jap. 極真会館; Kyokushin karate), škola karatea koji je osnovao Masatutsu Oyama. Razlikuje se od klasičnog karatea (Šotokan karate), po tom što je Kyokushin full contact karate, što znači da su dopušteni udarci punom snagom, a borci ne nose nikakvu zaštitu. 
Smatra se najsurovijim stilom karatea. Mnogi borci iz kjokušin karatea bili su uspješni u natjecanjima tipa K1. Jedan od najpoznatijih predstavnika Kjokušin karatea je Švicarac Andy Hug koji je 1996. osvojio K1 GP. Također su zapažene uspjehe ostvarili Brazilci Francisco Filho i Glaube Feitosa, te Australac Sam Grecco.

## Povijest
Oyama je bio drugačiji od ostalih. Znao je da može bolje, da može više, da može dalje... Odlučnost, volja, predanost cilju, tvrdoglava upornost, otvoreno srce. Granica ljudske izdržljivost definitivno je pomaknuta Oyaminim postojanjem. Na vrhuncu, za Oyamina života, organizacija je okupljala preko 12.000,000 karateka u 120 zemalja svijeta. 

### Osnivač
Osnivač Kjokušin karatea je Masatutsu Oyama. Rođen je 27.07.1923. u malom selu blizu grada Gunsana u Južnoj Koreji. Oyamino pravo ime je Yong I-Choi. Kao malo dijete poslan je na sestrinu farmu u Južnu Kinu. Na farmi je s devet godina počeo vježbati svoje prve karate korake, učeći ih od gospodina Yi-a koji je radio na farmi. Vježbao je Kempo zvan "osamnaest ruku". S 12 godina se vraća u Koreju i nastavlja vježbati Korejski Kempo. S petnaest godina donosi vrlo hrabru odluku da odlazi u Japan postati pilot vojnih zrakoplova. Pokazalo se da nije bilo tako lagano postati pilot, pogotovo Korejcu u Japanu i još u vojnoj školi. Nastavio se baviti boksom i džudom. U Japanu otkriva i borilačku vještinu Karate s Okinave, pod vodstvom Gichina Funakoshija. Povijest je kasnije pokazala da je Funakoshi jedan od svega nekoliko ljudi koji su karate popularizirali u svijetu i jedan od nekoliko velikih majstora. Sa 17 godina Oyama postaje nositelj 2. Dana, a s 20 godina 4. Dana. U džudu njegov napredak paralelno s ovime nije bio manje zadivljujući. 
Porazom Japana u Drugom svjetskom ratu Oyama gubi tlo pod nogama i kratko luta bez cilja. So Nei Chu, jedan od velikih autoriteta Goju-Ryu katatea u Japanu onoga vremena uvjeri Oyamu da mu je mjesto u borilačkim vještinama. Majstor Chu je i onaj koji ga je nagovorio da psihičku i fizičku snagu stekne u izolaciji od tri godine.

### Nastanak Kjokušin karatea
U zapadnom svijetu način života Dalekog istoka uvijek je bio neshvaćen. Put borilačkih vještina uistinu i predstavlja način života i shvaćanja istoka. Pojam apsolutnog poštovanja hijerarhije na svakom koraku, Zen filozofija, unutarnja snaga, govor tijela bez puno riječi, držanje i ponašanje općenito. U navedenom okruženju Oyama je imao potrebu stvoriti nešto bolje, nešto drugačije. Postizanje "prosvjetljenja" ili bi bolji izraz bio za zapadnjaka, usmjeravanje na pravi put, moglo je biti postignuto jedino u izolaciji. Cilj je bio tri godine života u osami na vrhu planine. 
Tijekom svog mlađeg dijela života, kako je opisano u jednoj od mnogih Oyaminih knjiga, Oyama je na cesti bio napadnut od kriminalca. Usmrtio je napadača jednim udarcem u slijepoočnicu. Ono što je vrlo zanimljivo, da je Oyama posjetio obitelj usmrćenog kriminalca, te pomagao njegovoj supruzi i djeci nekoliko godina. Kada je obitelj rekla da više nema "duga" prema njima Oyama je prestao. Pitanje časti i odgovornosti i poanta anegdote također, kao i sve prije navedeno u istočnjačkom načinu življenja, ostaje neshvaćeno zapadnjacima. Naravno, ima i u tom načinu života mnogo iznimaka i mana.
U 23-oj godini života Oyama se odlučuje na veliki korak. Inspiriran poznatom knjigom Musashi, koja govori o slavnom japanskom samuraju i opisuje Bushido kao način života. Odlazi na planinu Minobu, gdje je i Musashi razvio svoje vještine, smatrajući da je to prikladno mjesto za razvoj njegovih duhovnih i fizičkih mogućnosti. Njegov učenik Yashiro također odlazi na planinu zajedno s njim. Nakon šest mjeseci osame, Yashiro se iskrada po noći i bježi u civilizaciju. Postalo je skoro neizdrživo za Oyamu, koji se također se bori sa željom za povratak. Kako se ne bi vratio, odrezao si je jednu obrvu da ne bi tako "ružan" išao natrag. Oyama je svaki dan trenirao i meditirao. Cilj je bio poznata Oyamina uzrečica: "Treniraj više nego što spavaš i uspjet ćeš". Udarao je u stablo dok se nije osušilo, trenirao snagu na i s kamenjem, na hladnoći, kiši, suncu. To je jačalo njegov duh i tijelo. Sponzor ga je nakon 14 mjeseci obavijestio da ga više ne može uzdržavati i Oyama se morao vratiti. Nekoliko mjeseci nakon toga (1947. godine) Japan organizira prvenstvo svih borilačkih vještina, prvi puta nakon Drugog svjetskog rata. Oyama uvjerljivo pobjeđuje. Njegova vještina je bila bolja od svih ostalih. 
No, Oyamu je i dalje mučilo što nije završio svoje tri godine usavršavanja. Donio je odluku da će njegov život u potpunosti biti predan karateu. Krenuo je ponovno u osamu planine. Ovaj puta na planinu Kiyozumi. Ovu planinu je odabrao za svoje duhovno uzdizanje. Bio je još uporniji i još tvrdoglaviji u tome da uspije. Trenirao je 12 sati dnevno, stajao pod hladnom vodom, ponovno trgao kamenje i preskakao brzorastuće bilje nekoliko stotina puta dnevno. Svaki dan proučavao bi teoriju borilačkih vještina, Zen i filozofiju. S obzirom na to da je proveo mnogo vremena proučavajući i čitajući samurajsku tradiciju trudio se to prenijeti na svoju vještinu. "Smrt jednim udarcem", popularno zvano u Japanu Ichi geki bio je cilj. Naime, smatralo se nečasnim neprijatelja mnogo puta udarati kako bi ga se savladalo. Naravno da je to bio cilj, nitko nije uspio u tome, ali zato je Oyama bio vrlo blizu.
Uspjeh treninga na planini je trebalo prikazati svijetu. Pokazao je to 1950. godine boreći se s bikovima. Borio se s 52 bika. Tri bika ubio je jednim udarcem, dok je 49-orici ostalih odbio rog jednim udarcem. Da je bio ogroman i jak i naguravao se s bikom i to bi bilo nevjerojatno, međutim treba zamisliti snagu udarca, brzinu refleksa i agilnost Oyame u trenutku kada prosječno 500 kg bik u zaletu rogovima ide na njega, a on ga usmrti jednim udarcem. Kao što je prije navedeno, nije ubio svakog bika ali Ichi geki je dobio realno, a ne mistično značenje. Pitanje se odmah nametalo; što može učiniti čovjeku, ako bika može usmrtiti jednim udarcem. Naravno i za Oyamu taj pothvat nije bio mali. Godine 1957. je skoro ubijen kada ga je razjareni bik nabio na rogove. Svejedno, uspio je bika savladati i odbiti mu rog. Šest mjeseci trajao je oporavak od ozljede koja je klasificirana kao smrtna ozljeda. 
Godine 1952. započinje svoje putovanje po Americi demonstrirajući karate na televiziji i pred publikom. Borio se protiv 270 različitih protivnika. Svaku borbu je dobio. Velika većina borbi je okončana samo jednim udarcem. Borba ne bi nikada trajala više od tri minute. Najčešće, nekoliko sekundi. Princip borbe bio je jasan. Ako je protivnik došao blizu bio bi nokautiran. Ako je Oyama zadao udarac to bi u većini slučajeva bilo kraj. Naime, ako ste blokirali udarac u rebra s rukom, pukla bi ruka ili bi se dislocirala u zglobu, ako niste, puklo bi nekoliko rebara. Oyama je postao poznat pod nazivom "Božja ruka", što dotakne promijeni. Ichi geki postaje stvarnost. Oyama je to radio na dnevnoj bazi. Da je živio u drugim vremenima i to radio katanom bio bi istinski samuraj. Za Oyamu to nije bilo ništa drugo, nego dobro ciljanje i kvalitetno izveden karate udarac. U Japanu je Oyama izazvao sve majstore, svih borilačkih vještina na borbu. Nitko se nikada nije odazvao.
Godine 1953. otvara prvi dođo u Tokiju. Do kraja 1957. bilo je 700 članova u klubu bez obzira na veliki postotak odustajanja zbog vrlo zahtjevnih treninga. Promatrali bi borce različitih stilova i uzimali ono što je u borbi primjenjivo. Oyama nije bio ograničen samo na karate. U tom trenutku se počeo kristalizirati Kjokušin karate. Svi borci su pristupali treningu ozbiljno i svi su znali dati ali i očekivali i da će primiti udarac. U to vrijeme udarac u glavu je bio dozvoljen dlanom ili omotanim zglobovima. Hvatanja, bacanja i udarac u genitalije je bila normalna stvar. Borba je trajala dok osoba nije glasno izjavila da se predaje ili je očigledno bila u nemogućnosti da nastavi borbu. U tom trenutku odlazak ljudi iz kluba bio je 90%. Nije bilo kimona, nego je svatko nosio što hoće. Realna borba, skoro bez pravila.
Godine 1964. formirana je svjetska organizacija. Škola je nazvana Kjokušin  ("Apsolutna istina"). Iste godine stvoren je IKO (International Karate Organization). Organizacija je na vrhuncu (za Oyamina života) imala 12 milijuna članova u preko 120 zemalja svijeta. Bila je jedna od najjačih i najvećih organizacija. Mnogo poznatih ljudi je također promoviralo Kjokušin.  Sean Connery (počasni shodan), Dolf Lundgren (sandan), Nelson Mandela (počasni hachidan) i mnogi drugi. Mnogo ljudi treniralo je Kjokušin karate, ali još uvijek, nije bilo tko lagano mogao u njemu ostati i nešto postići. Učitelji su vrlo poštovani, ako ne zbog osobnosti, onda definitivno zbog Kjokušin karate puta koji su prošli. Svaki majstor i svaka vještina imaju svoje prednosti i mane, no još i danas Kjokušin karate ima poseban status među istinskim poznavateljima borilačkih vještina. Također, vrlo su rijetki ljudi koji se usude doći na trening odraslih, a još manje ostati i nešto postići. Druge borilačke vještine ne šalju često borce na natjecanja seniora. Kako vrijeme prolazi cilj nije bio zadržati i imati smo seniore. Kyokušin se prilagodio djeci svih uzrasta, a djeca imaju svu zaštitnu opremu i bore se bez ili polukontaktom. Djeca uče karate dugo i kad dođu u godine seniora (19 godina) ulazak u kontaktne borbe im je normalan slijed okolnosti.
Mnogi su pokušali pokazati da je njihov Kjokušin karate dobar. Oyama im je omogućio i mjerilo. 100 borbi uzastopce, iz kojih ne smijete izići kao gubitnik, a par puta kao nerješeni. Mnogo ljudi je probalo i nije uspjelo. Nije jednostavno pobjeđivati svaki puta odmornog protivnika. Danas u polaganju crnih pojaseva u Kjokušinu postoje takve borbe do maksimalno 50 borbi. Malo ljudi u svijetu je i ovu "samo polovicu borbi" izdržalo. Svega nekoliko ljudi u svijetu uspjelo je napraviti "100 kumitea". Oyama je napravio tri dana za redom po 100 kumitea, odnosno 300 borbi. Snaga volje, ljudske izdržljivosti, dobrog karatea i duhovnog mira može postići navedeno. Nitko osim Oyame to nije ponovio. Nema mistifikacije, nema nerealnog, Oyama je rekao rješenje za uspjeh. "Treniraj više, nego što spavaš". 
Masutatsu Oyama je umro od raka 26 travnja 1994., u dobi od 70 godina. Bez obzira kako se zvala i gdje se nalazila kjokušin organizacija, snaga izvornog Oyaminog karatea je još uvijek prisutna kao cilj i poticaj za usavršavanje karate znanja.

## Kjokušin karate u Hrvatskoj
U Hrvatsku Kjokušin karate dolazi u 70-im godinama 20. stoljeća. Godine 1994. osniva se današnji Hrvatski Kyokushin karate savez (HKKS) sa sjedištem u Samoboru.

## Vanjske poveznice
- Hrvatski Kyokushin Karate Savez